# Lonarsjön
Lonarsjön eller Lonarkratern är en nedslagskrater med en grund saltsjö i mitten. Den ligger vid orten Lonār i distriktet Buldhana i delstaten Maharashtra i Indien. Kratern skapades då en komet eller asteroid med en diameter på omkring 100 meter träffade jordens yta under pleistocen för cirka 52 000 år sedan. 
Nedslagskratern är 1,8 kilometer lång och har en yta på 1,3 kvadratkilometer. Dess ovala form  visar att asteroiden träffade jordytan från öster i en vinkel på 35 till 40 grader. Lonarsjön ligger cirka 135 meter under kraterkanten.

## Geologi

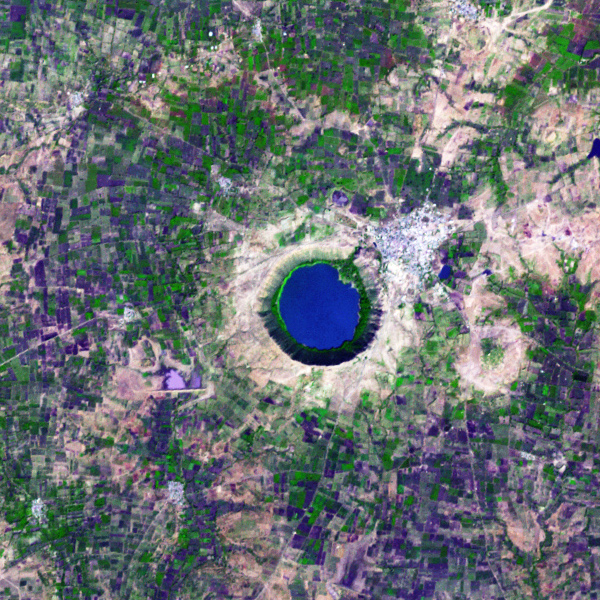
Satellitbild av Lonarkratern.

Lonarsjön ligger på Deccanplatån, som är ett stort område av vulkanisk basalt, och vissa geologer trodde därför tidigare att den var en vulkankrater. Kratern anses allmänt vara omkring 52 000 år gammal, men kan vara betydligt äldre. En forskargrupp har uppskattat att den kan vara 570 000 år gammal.
År 2019 rapporterade forskare från Indian Institute of Technology i Bombay att jorden runt sjön innehåller mineral som liknar dem   man fann i de stenar från månen som hämtades i Apolloprogrammet.
Vattnet i Lonarsjön kan ha olika salthalt. Längs stränderna finns det sötvatten med ett pH på omkring 7 och i mitten av sjön är salthalten hög och pH över 10. Salterna är huvudsakligen natriumklorid (NaCl), karbonater och bikarbonater.

## Natur
Ett 3,8 kvadratkilometer stort område runt sjön skyddades som "National Geological Monuments of India" 20 november 2015.
Man har identifierat 352 arter i området runt sjön, däribland 160 arter av stann- och flyttfåglar samt 46 arter av kräldjur, 12 däggdjursarter och 36 fjärilsarter. Bland fåglarna kan nämnas styltlöpare, rostand, doppingar, skedand, kricka, hägrar, rödflikvipa, blåkråkor, bayavävare, parakiter, härfåglar, lärkor, skator, tättingar och svalor. Varaner är vanliga liksom påfåglar och gaseller.
Olika typer av 
kvävefixerande bakterier har hittats i sjön och i juni 2020 färgades vattnet rosa av halobakterier.

## Tempel

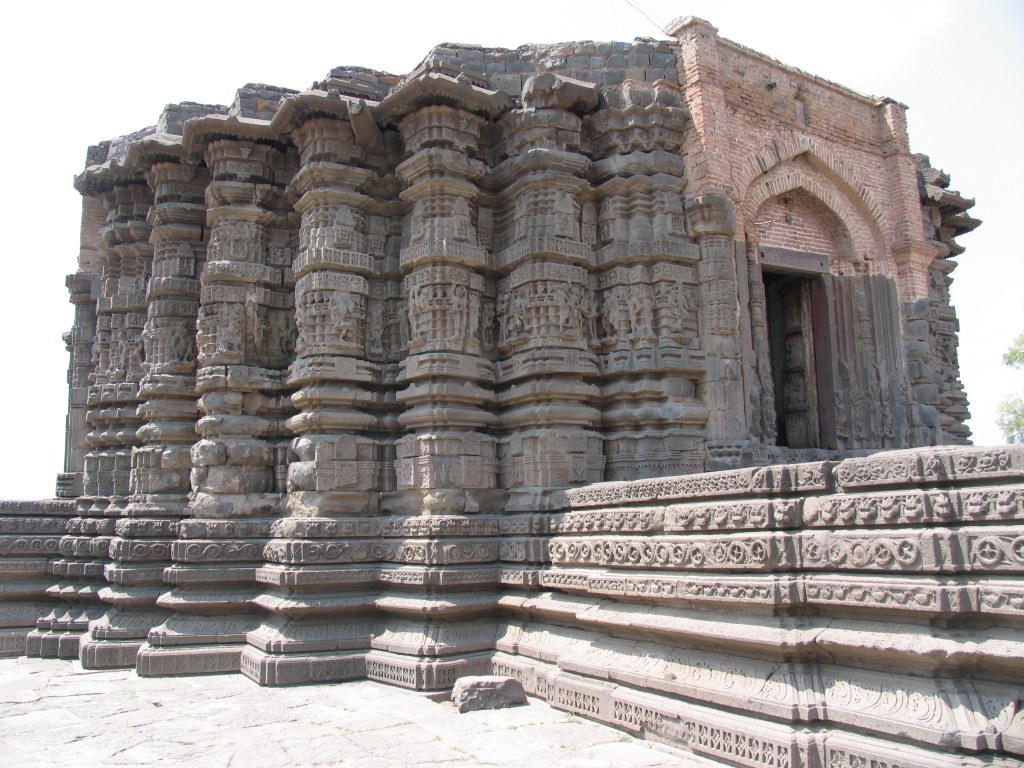
Daitya Sudan templet.

Det har funnits flera tempel runt Lonarsjön men de flesta ligger idag i ruiner. Det bäst bevarade, Daitya Sudan, är tillägnat Vishnus seger över jätten Lonasur och är ett exempel på den tidiga hinduarkitekturen.
Templet byggdes under Chalukyadynastin, som regerade i södra Indien mellan 500- och 1100-talet, av ett stenliknande material med hög metallhalt. Det har form som en oregelbunden stjärna och innertaket och ytterväggarna är täckta av skulpturer. Ingången vänder mot öst och templet är uppdelat i tre nischer som liknar små tempel med pelare och dekorationer. I huvudnischen avbildas solguden Surya och mot söder och norr finns nischer med bilder av Chamunda och  Narasimha.